# Густаф фон Васа
Густаф фон Васа (на шведски: Gustav av Wasa; на немски: Gustav von Holstein-Gottorp, Prinz von Schweden, от 1829: Gustav Prinz von Wasa; 9 ноември 1799, Стокхолм, Швеция; † 4 август 1877, Пилниц, Дрезден, Саксония) от династията Дом Олденбург, е наследствен принц на Швеция и австрийски фелдмаршал-лейтенант. Той е роден като Густав фон Холщайн-Готорп и от 1829 г. се казва Густав принц фон Васа.

## Биография
Густаф е най-големият син на сваления от трона през 1809 г. след преврат шведски крал Густав IV Адолф (1778 – 1837) и съпругата му Фридерика фон Баден (1781 – 1826), дъщеря на наследствения принц Карл Лудвиг фон Баден (1755 – 1801) и принцеса Амалия фон Хесен-Дармщат (1754 – 1832).
Възпитаван е в Карлсруе, откъдето е майка му. След това той и сестрите му отиват във Виена. През 1825 г. Густаф е на австрийска военна служба. През 1829 г. е повишен на генерал-майор. През 1836 г. е фелдмаршал-лейтенант, следващите дванадесет години той е комендант на виенска дивизия. През декември 1848 г. напуска и живее във Виена.
Половин век след изгонването му Густаф има разрешение да посети родината си. На връщане той умира на 4 август 1877 г. на 77 години при дъщеря си в Пилниц в Дрезден.

## Фамилия
Годежът му с Мариана фон Орания-Насау-Нидерландска се разваля през 1829 г.
На 9 ноември 1830 г. се жени в Карлсруе за първата си братовчедка принцеса Луиза фон Баден (* 5 юни 1811, Швецинген; † 19 юли 1854, Карлсруе), дъщеря на велик херцог Карл Лудвиг Фридрих фон Баден (1786 – 1818) и императорската принцеса Стефани дьо Боарне (1789 – 1860), осиновената дъщеря на Наполеон Бонапарт. Нейният баща е по-малък брат на руската царица Елизавета Алексеевна, съпруга на цар Александър I от Русия. Tе живеят в двореца Шьонбрун, Виена. През 1844 г. се развеждат. Те имат две деца:
- син (* 3 февруари 1832, Виена; † 7 февруари 1832, Виена)
- Карола Фредерика Франциска Стефани Амелия Цецилия фон Холщайн-Готорп (* 5 август 1833, дворец Шьонбрун, Виена; † 15 декември 1907, Дрезден), омъжена на 18 юни 1853 г. в Дрезден за Алберт I (* 23 април 1828; † 19 юни 1902), крал на Саксония (1873 – 1902).